# Fort de La Boulaye
 (novembre 2023).
Si vous disposez d'ouvrages ou d'articles de référence ou si vous connaissez des sites web de qualité traitant du thème abordé ici, merci de compléter l'article en donnant les références utiles à sa vérifiabilité et en les liant à la section « Notes et références ».
Le fort de La Boulaye est un fort français construit le long du fleuve Mississippi à l'époque de la Nouvelle-France en 1700. Le site historique est situé dans la paroisse Plaquemine en Louisiane.

## Historique
En 1698, les frères Pierre Le Moyne d'Iberville, Jean-Baptiste Le Moyne de Bienville et Antoine Le Moyne de Châteauguay participent à une expédition destinée à redécouvrir l'embouchure du Mississippi. 
En 1699, ils fondent le fort Mississippi sur une crête à un peu plus d'un kilomètre de la rive du fleuve et à une vingtaine de kilomètres au sud de La Nouvelle-Orléans. Le fort sera achevé en 1700 avec palissade en bois et défendu par six canons, afin de défendre la région des attaques et incursions anglaises et espagnoles. Le fort prendra par la suite le nom de fort de La Boulaye et sera commandé par Louis Juchereau de Saint-Denis. 
En 1707, les tribus amérindiennes de la tribu des Caddos, hostiles à la présence des soldats, les forcent à abandonner le fort pour rejoindre Biloxi. Seul, l'officier Louis Juchereau de Saint-Denis, ami des Amérindiens Caddo, demeura dans le fort plusieurs années encore avec la visite épisodique des troupes françaises. En 1714, Louis Juchereau de Saint-Denis quitta le fort car il fut envoyé à la tête d'une nouvelle expédition vers l'Ouest de la Louisiane française afin de repousser les limites occidentales du territoire louisianais et fonder le Fort des Natchitoches.
Finalement, au milieu du XVIIIe siècle le fort devint inoccupé. Les ouragans et les tornades finirent par détruire ce fort.
Au XXe siècle, les archéologues purent localiser le site du fort grâce à la découverte de restes de bûches et pieux brûlés et la présence d'un boulet de canon.